# 영천군 (왕족)
영천군 이담(寧川君 李湛, 1379년 ~ 1431년 12월)은 조선의 왕족 종실이다,

## 생애
의안대군 이화의 넷째아들로 출생한 그는 1393년 영천군(寧川君)에 책봉되었으며 1401년 문과에 급제하였고 이후 1417년(태종 17년) 우군총제를 거쳐 이듬해 1418년 동지돈녕부사에 보임되었으며 충녕대군(훗날 세종)의 세자 책봉 당시 백성들의 여론을 수렴하라는 특명을 받아 태종 임금에게 결과 보고 상소를 올리는 업무를 수행하였고 같은 해 1418년 태종이 충녕대군에게 보위를 선위한 이후에도 그는 태종의 총애와 세종의 공경을 한몸에 받았다.
1419년 1월에는 지돈녕부사 보임을 거쳐 좌금위삼번절제사(左禁衛三番節制使)로 제수된 것에 이어, 같은 해 1419년 4월에는 중군도총제로 승진을 하였다. 이어 같은 해 1419년 10월에는 하정사(賀正使)라는 사신의 임무를 받아 명나라 징스를 다녀오기도 하였고 이듬해 1420년 9월에 도총제 직위에 보임되었다.
1423년 평양선위사 지돈녕을 거쳐 1430년(세종 12) 빈전도감 제조가 되었으며 이듬해 1431년 12월에 향년 53세로 별세하였다.

## 직계 친척 관계
- 조부: 환조 이자춘
  - 백부: 완풍군 이원계
  - 중부: 태조 이단
    - 사촌 형: 정종 이경
    - 사촌 형: 태종 이방원
    - 사촌 형: 덕안군 이방연
    - 사촌 아우: 무안군 이방번
    - 사촌 아우: 의안공 이방석

  - 부 : 이화(義安大君) 영의정
    - 처 : 해안백씨(解安白氏) 전서(典書) 백원순(白元珣의 딸)
      - 아들 : 이효손(李孝孫)

    - 후처 : 이씨(李氏)

## 같이 보기
- 풍안군 (영천군 이담의 장남이며 후일 무안군 이방번에게 양자 출계)